# 1963年1月25日日食
1963年1月25日日食是一次日環食，發生於协调世界时1963年1月25日。新月當天（即朔日），地球上觀測到月球和太阳的角距離極小，此時月球如果恰好在月球交點附近，穿過太阳和地球之間，與地球、太阳接近一直線，則會出現日食。月球穿過太阳和地球之間，但距地球較遠，本影未能接觸地表，而使偽本影覆蓋的區域內看到月球的角直徑小於太陽，就形成日環食，同時在偽本影兩側數千公里的半影範圍內形成日偏食。此次日環食經過了智利、阿根廷、南非、巴蘇陀蘭、馬爾加什，日偏食則覆蓋了南美洲中南部、非洲中南部、南极洲的大部分地區。

## 日食概況

### 出現區域
太平洋東南部、復活節島東南約1100公里的洋面在日出時最先看到日環食，隨後月球偽本影向東南移動，穿過智利和阿根廷南部，進入南大西洋，逐漸轉向東北移動，在戈夫岛西南約960公里的洋面達到最大食分。此後偽本影繼續向東北移動，穿過非洲大陸南部和馬爾加什（今马达加斯加）南部，在日落時分結束於留尼汪西北約310公里的海域。
偽本影經過的陸地包括：
- 智利：自西向東貫穿伊瓦涅斯將軍艾森大區北部；
- 阿根廷：貫穿丘布特省南部後經過聖克魯斯省東北部；
- 南非：自西南向東北斜貫開普省中部偏南（今西開普省東南部和東開普省北部）和納塔爾省（今夸祖魯-納塔爾省）中部偏南；
- 巴蘇陀蘭（今莱索托）：古廷區中南部、加查斯內克區中南部、塔巴-采卡區東南角；
- 馬爾加什（今马达加斯加）：自西南向東北斜貫圖利亞拉省中部偏南和菲亞納蘭楚阿省中部偏南。[3][4]

除了上述狹窄的環食帶內能看到日環食之外，月球半影覆蓋範圍內都能看到日偏食，包括南美洲中南部、中部非洲南部、南部非洲、东非除北部外的大部、凱爾蓋朗群島，及南极洲除靠近澳大利亚的小部分沿海地區外的絕大部分。
月球在其軌道上自西向東轉動，發生日食時，月球在地球表面的陰影也大多自西向東移動，而從地球上看，太阳的西側先被月球遮掩，然後逐漸向東。但此次日食發生在南半球的夏季，地軸南端向太阳方向傾斜，月球偽本影經過了晨昏圈最南端附近的區域，因而在东部南极洲附近的一部分被半影覆蓋、看到日偏食的區域內，月影在地表自東向西移動，地面上看到的太阳東側最先被月球遮掩。此外，整個環食帶以及除南极洲以外的多數偏食區域都在1月25日看到日食，而南极洲無確定时区，或在1月25日，或在1月26日，部分處於極晝的地區日食從1月25日深夜持續到1月26日凌晨。

### 基本參數
- 類型：日環食
- 食甚中心處（位於戈夫岛西南約960公里的南大西洋）資料：
  - 時間：1963年1月25日13:36:37.2
  - 地點：48°12.9′S 15°1.7′W / 48.2150°S 15.0283°W
  - 食分：0.9951（環食帶內最大）
  - 日環食持續時間：25.2秒

## 相關的日食

### 1961-1964年的日食
月球交替位於相對的月球交點時，以半個交點年（食年），即約177天又4小時間隔出現下列日食。
| 降交點                                                         | 降交點                   |          | 升交點                  | 升交點 |
| 沙羅周期                                                       | 地圖                     | 沙羅周期 | 地圖                    |        |
| 120                                                            | 1961年2月15日 全食       | 125      | 1961年8月11日 環食      |        |
| 130                                                            | 1962年2月5日 全食        | 135      | 1962年7月31日 環食      |        |
| 140                                                            | 1963年1月25日 環食       | 145      | 1963年7月20日 全食      |        |
| 150                                                            | 1964年1月14日 偏食（南） | 155      | 1964年7月9日 偏食（北） |        |
| 註：1964年6月10日和1964年12月4日的日偏食屬於下一組交點年系列。 |                          |          |                         |        |

### 沙羅周期
沙羅周期長度為18年11天。本次日食屬於沙羅周期140，共包含71次日食，依次為1512年4月16日至1638年7月11日的8次日偏食、1656年7月21日至1836年11月9日的11次日全食、1854年11月20日至1908年12月23日的4次全環食（亦稱混合食）、1927年1月3日至2485年12月7日的32次日環食、2503年12月19日至2774年6月1日的16次日偏食，總共歷時1262.11年。其中最長的全食發生於1692年8月12日，共持續了4分10秒。
下表列舉了1901年至2100年間發生的屬於該周期的日食，是第23至33次：
| 23             | 24            | 25            |
| -------------- | ------------- | ------------- |
| 1908年12月23日 | 1927年1月3日  | 1945年1月14日 |
| 26             | 27            | 28            |
| 1963年1月25日  | 1981年2月4日  | 1999年2月16日 |
| 29             | 30            | 31            |
| 2017年2月26日  | 2035年3月9日  | 2053年3月20日 |
| 32             | 33            |               |
| 2071年3月31日  | 2089年4月10日 |               |

## 資料來源
1. ↑  樊忠玉. . 中国天文科普网.   [2016-03-22]. （原始内容存档于2014-09-17）.
2. 1 2  Fred Espenak. . NASA Eclipse Web Site.   [2016-03-22]. （原始内容存档于2020-10-20）.（英文）
3. ↑  Fred Espenak. . NASA Eclipse Web Site.   [2016-03-22]. （原始内容存档于2020-10-24）.（英文）
4. ↑  Xavier M. Jubier. .   [2016-03-22]. （原始内容存档于2017-03-05）.（法文）（英文）
5. ↑  Fred Espenak. . NASA Eclipse Web Site.   [2016-03-22]. （原始内容存档于2008-08-29）.（英文）
6. ↑  Fred Espenak. . NASA Eclipse Web Site.（英文）

## 外部連結
- NASA日食專頁（页面存档备份，存于）（英文）
- 可見區域圖和時間統計：由弗雷德·埃斯佩纳克做出的日食預報，NASA/GSFC
  - Google互動地圖呈現的日食範圍
  - 貝塞爾元素
- Google地圖顯示的日環食和日偏食範圍（页面存档备份，存于）（法文）（英文）

| \| \| 日食 \|                             |                              |                                           |
| 上一次日食： 1962年7月31日日食 （日環食） | 1963年1月25日日食 （日環食） | 下一次日食： 1963年7月20日日食 （日全食） |
| 上一次日環食： 1962年7月31日日食          | 1963年1月25日日食 （日環食） | 下一次日環食： 1965年11月23日日食         |
|                                           | 日食                         |                                           |